# Benni McCarthy
Benedict Saul "Benni" McCarthy (* 12. listopadu 1977, Kapské Město) je bývalý jihoafrický fotbalista. Nastupoval povětšinou na postu útočníka.
Je rekordmanem v počtu vstřelených gólů za jihoafrickou reprezentaci (32 branek). Působil v ní v letech 1997–2012 a odehrál 80 utkání. Hrál na mistrovství světa ve Francii roku 1998 (gól Dánsku v základní skupině) a v Japonsku a Jižní Koreji roku 2002 (gól Španělsku v základní skupině). Má stříbrnou medaili z Afrického poháru národů (mistrovství Afriky) 1998, na kterém nastřílel 7 branek (nejlepší střelec turnaje). Zúčastnil se i olympijských her 2000.
S FC Porto vyhrál Ligu mistrů 2003/04 (se čtyřmi góly byl nejlepším střelcem Porta v tomto vítězném ročníku) a následně i Interkontinentální pohár 2004.
S Portem se stal dvakrát mistrem Portugalska (2003/04, 2005/06) a získal portugalský pohár (2005/06). S Ajaxem Amsterdam má titul nizozemský (1997/98) a dvakrát v jeho dresu vybojoval nizozemský fotbalový pohár (1997/98, 1998/99). S Orlando Pirates je mistrem JAR (2011/12).
V sezóně 2003/04 byl s 20 brankami nejlepším střelcem portugalské ligy (ocenění Bola de Prata).